# Michail Gratschow

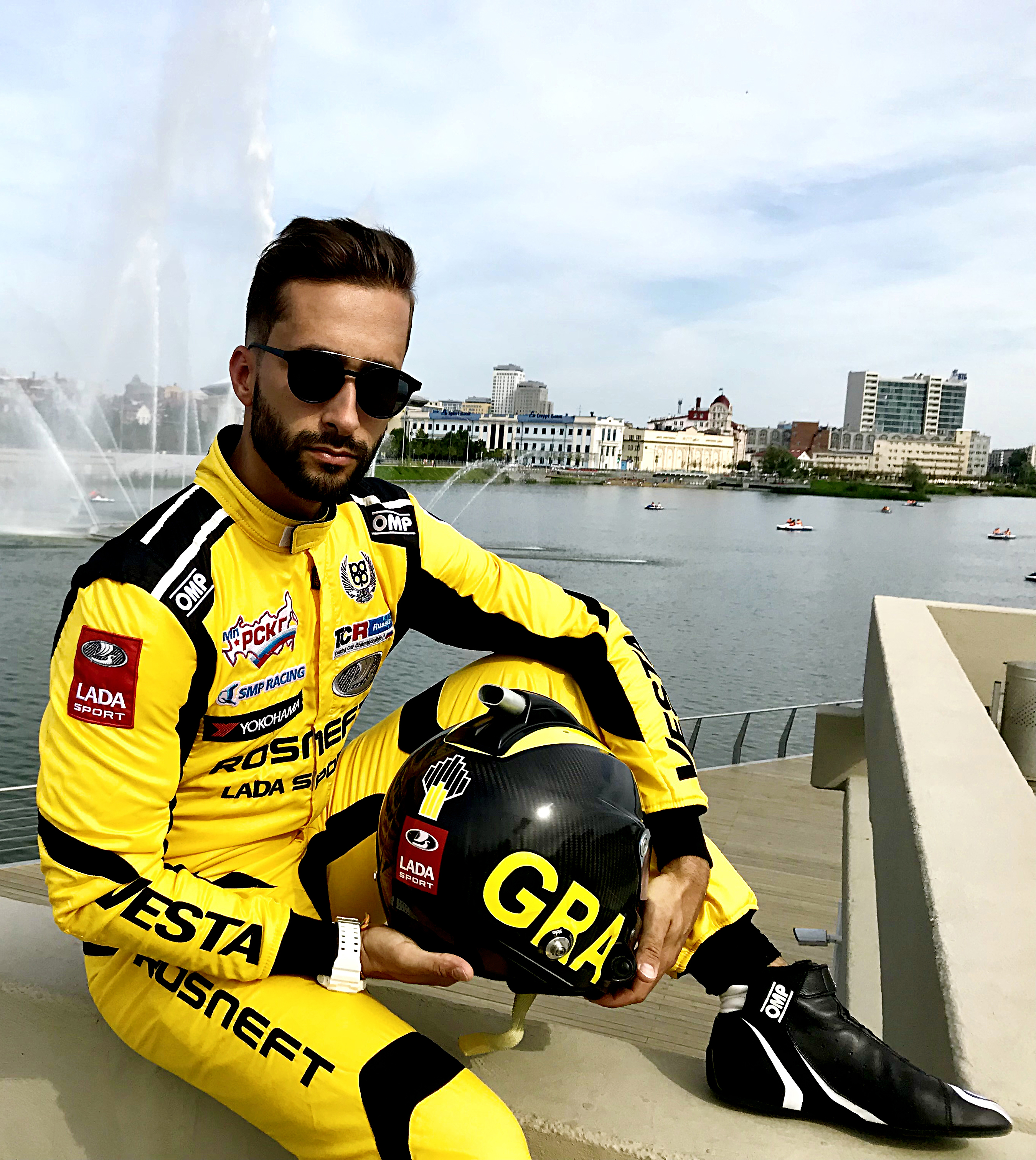
Michail Gratschow, 2018

Michail Gratschow, auch Mikhail Grachev, (russisch Михаил Грачёв; * 4. Januar 1988 in Omsk) ist ein ehemaliger russischer Automobilrennfahrer. Er wurde 2013 und 2014 russischer Tourenwagen-Meister. Er startete 2015 in der TCR International Series.

## Karriere
Gratschow begann seine Motorsportkarriere 2008 im Kartsport. 2009 wechselte er in den Autocross-Sport und fuhr in der russischen Autocross-Meisterschaft. Er wurde Dritter in der D2-1600-Wertung. 2010 trat Gratschow in der A1600-Klasse der russischen Eisrennmeisterschaft an. Diese schloss er mit einem Sieg auf dem dritten Rang ab. 2011 debütierte Gratschow zudem im Tourenwagensport. Er nahm an der Light-Klasse der russischen Tourenwagen-Meisterschaft teil und wurde Gesamtfünfter. Darüber hinaus nahm er an der D2-1600-Wertung der russischen Autocross-Meisterschaft teil und entschied diese für sich. 2012 gewann Gratschow zwölfmal die Light-Wertung der russischen Tourenwagen-Meisterschaft und entschied die Gesamtwertung für sich. Darüber hinaus verteidigte er den russischen Autocross-Meistertitel in der D2-1600-Klasse.
2013 erhielt Gratschow bei AMG Motorsport ein Cockpit in der Hauptkategorie der russischen Tourenwagen-Meisterschaft. Darüber hinaus nahm er 2013 für AMG Motorsport und Proteam Racing an je einer Veranstaltung des European Touring Car Cups teil. Er wurde Zehnter in der Super-2000-Wertung. 2014 blieb Gratschow bei AMG Motorsport in der russischen Tourenwagen-Meisterschaft und verteidigte seinen Meistertitel mit zehn Siegen in sechzehn Rennen. Außerdem ging er zu zwei Veranstaltungen des European Touring Car Cups 2014 für Proteam Racing in der TC2-Turbo-Wertung an den Start. Er gewann in dieser Wertung ein Rennen und wurde Gesamtfünfter. Ferner fuhr er zwei Rennen in der ADAC-Procar-Serie, die er beide gewann, und startete bei einigen Rennen der Lamborghini Super Trofeo.
2015 wechselte Gratschow in die neugegründete TCR International Series zum Liqui Moly Team Engstler. Er kam bei jedem Rennen zum Einsatz und verwendete drei Fahrzeuge von unterschiedlichen Marken. Zwei dritte Plätze waren seine besten Ergebnisse. Er beendete die Saison auf dem achten Gesamtrang.

## Statistik

### Karrierestationen
| - 2008: Kartsport - 2009: Russische Autocross, D2 (Platz 3) - 2010: Russische Eisrennen, A1600 (Platz 3) - 2011: Russische Tourenwagenmeisterschaft, Light (Platz 5) - 2011: Russische Autocross, D2 (Meister) | - 2012: Russische Tourenwagenmeisterschaft, Light (Meister) - 2012: Russische Autocross, D2 (Meister) - 2013: Russische Tourenwagenmeisterschaft (Meister) - 2013: ETCC, Super 2000 (Platz 10) - 2014: Russische Tourenwagenmeisterschaft (Meister) | - 2014: ETCC, TC2-Turbo (Platz 5) - 2014: ADAC-Procar-Serie (Platz 9) - 2014: Europäische Lamborghini Super Trofeo, Pro-Am (Platz 13) - 2015: TCR International Series (Platz 8) |

### Einzelergebnisse in der TCR International Series
| Jahr | Team                     | 1   | 2   | 3   | 4   | 5   | 6   | 7   | 8   | 9   | 10  | 11  | 12  | 13  | 14  | 15  | 16  | 17  | 18  | 19  | 20  | 21  | 22  | Punkte | Rang |
| ---- | ------------------------ | --- | --- | --- | --- | --- | --- | --- | --- | --- | --- | --- | --- | --- | --- | --- | --- | --- | --- | --- | --- | --- | --- | ------ | ---- |
| 2015 | Liqui Moly Team Engstler | SEP | SEP | SHA | SHA | VAL | VAL | POR | POR | MNZ | MNZ | SAL | SAL | SOC | SOC | SPI | SPI | SIN | SIN | BUR | BUR | MAC | MAC | 105    | 8.   |
| 2015 | Liqui Moly Team Engstler | DNF | 8   | 144 | DNF | 5   | DNF | 6   | 6   | 12* | 9   | DNF | 7   | 65  | 3   | 7   | 6   | 7   | 7   | DNF | DNS | 11  | 3   | 105    | 8.   |